# マウンテンボード

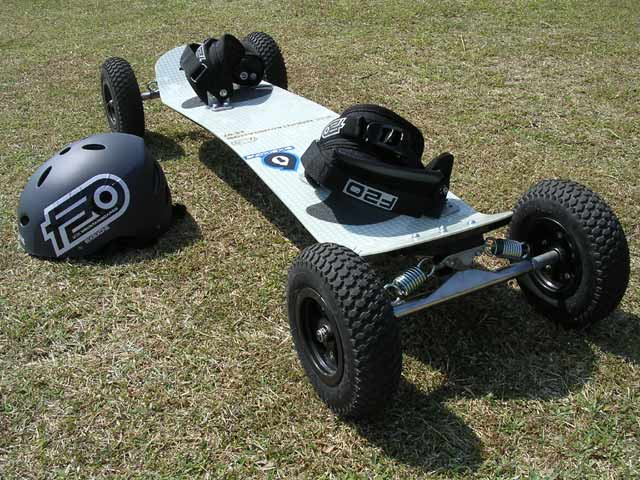
マウンテンボードAE-07 LT

マウンテンボード (mountainboard) とは、スノーボード状のボードにゴムタイヤを備え陸上で滑走できるようにした用具、及びその用具を用いたスポーツのこと。

## 歴史
1990年代初頭に世界各地でスノーボードの魅力に取り付かれた人々が、夏でもスノーボードのようなスポーツが出来ないかと開発を始めたのが起源とされる。

## 特徴
ダート、芝生、アスファルトなど陸上の様々な場所で滑走できるように、スケートボードと比べると長いデッキと足を引っ掛けるバインディングやストラップ、そして大きなゴムタイヤが備えられていることが特徴である。

## アメリカでのマウンテンボード
アメリカではコロラド州のスノーボーダー達が製作をはじめ、現在ではMBS社(Mountain Board Sports)として発展した。現在は企業としてグラビティーゲームス、コア・ツアーの参加や協賛、X-gamesでのデモンストレーションを開催するまでに成長した。同じ頃、日本でも同じきっかけでマウンテンボードの開発が始まっていた。

## 日本でのマウンテンボード
日本では、1997年より当時のMBS社製品の輸入代理店によるプロモーション活動が功を奏しテレビ、雑誌等で取り上げられることが多くなり知名度が上がっていった。スノーボードが一般に知られてくるにしたがって、夏でもスノーボードが出来るといった宣伝が行われていた。この頃大量のマウンテンボード販売が行われ、多くのスキー場への納入、ショップへの卸、個人への販売が行われた。多くのスキー場でレンタルされているマウンテンボードやオークションなどで格安に入札されているマウンテンボードは1990年代後半に製造・販売されたものである。また、エクストリームスポーツという珍しいスポーツに対する注目もあり、多数の芸能人がマウンテンボードを楽しんでいる姿をテレビで見ることもあった。同時期にいつかの小規模なマウンテンボードメーカーや輸入代理店が興された。マウンテンバイクのブランドとして有名なマングース社製マウンテンボードもこのころから日本での販売が開始された。全国各地のスキー場でも滑走を許可する場所が多かった。愛称としてマウンテンボード、ATB(All Terrain Board)と呼ばれ、この頃に開設されたホームページの名称から「まんぼう」と呼ばれることもあったが、現在は「マウンテンボード」と呼ばれることが一般的になっている。

## マウンテンボードの構造
デッキ
初期のものでは鉄フレームを前後タイヤの間に通し、その上にデッキを接続するフレーム型が主流であった。しかしフレームの重量がボード全体の重さに影響しライディングが制限されマウンテンボード自体が敬遠される理由となっていた。
ボード全体の重量を軽くするための改良の1つとして、デッキの軽量化が進み、デッキ中央のフレームを無くしスケートボードデッキと同じように数層のメープルを重ねたものが出現し始める。このときからバックフリップや540、720スピンなどフリースタイル志向が目立つようになってきた。しかしデッキ前後の両端にトラックとタイヤが付くというマウンテンボードの構造上ジャンプの着地時にデッキが底打ちをすることから、強度を上げさらなる軽量化を目的にマウンテンボード用としての改良が年々進み、現在はスノーボードと同じようにキャップ構造やサンドウィッチ構造を持つデッキが一般的になった。
バインディング
ビンディングと呼ぶこともある。ボードと足を固定しボードをコントロールする為のパーツ。スノーボードのそれとは違い、踵側にストラップをつけない場合には簡単に足を抜くことができる。
開発当初はバインディングがないマウンテンボードもあったが、コントロール性を上げるために、スチール製の棒をゴムで巻き足の甲を引っかけるようにしたものが初期のバインディングとなった。
その後、ホールド感を求めるライダー達がウインドサーフィンやスノーボードのバインディングを元にして改良を加え、現在では発泡ウレタンで作られたストラップ式が主流となり、ラチェットでホールド感を自在に変えることができるようになった。
トラック
以前は鉄製のトラックを使用していたが、重量がかさむため、アルミや樹脂パーツを組み合わせたトラックが出現した。剛性を高めるためにチタンの軸を使用するメーカーもある。
ホイール
チューブを使うタイヤがほとんどである。アルミや樹脂を使ったホイールが現在の主流。以前は白色や黒色であったが、塗装技術の向上によりよりカラフルなホイールを選択することも可能になっている。

## マウンテンボードの志向
ボードの真中にフレームがあり、重量が現在の倍以上ある旧型マウンテンボード以外は、ボード自体に形の違いはほとんどないが、いくつかの志向ができつつある。
- フリーライディング
  - ゲレンデ、公園、スケートパーク、ダート、アスファルトなどで滑走するスタイル。
- フリースタイル
  - フリーライディングとほとんど変化はないがライダーの好みによってヒールストラップやスノーボードのバインディングを使用する場合がある。テーブルトップやキッカーを用いたワンメイク・ジャンプ、連続するテーブルトップやレールなどのオブスタクルをエアーやトリックで通過していくスロープスタイルなど。
- ボーダークロス(BX)
  - スノーボードでのSBXと同じような競技。スキー場のゲレンデでのBXではカラーコーンや旗などを設置しコースを作る、人為的に変更の楽なダートコースではバンク、ウェーブといった障害物を配置してライダーの総合的な滑走能力を特に必要とする。競技では予選でタイムを競い、本選になるにしたがって2名以上の複数名が同時に同じコースを滑走する。接触、転倒が多いためヘルメット等のプロテクターは必ず着用を求められる。
- カイトマウンテンボード
  - 名前の通り凧を使い風を推進力にしてマウンテンボードを滑走する。カイトサーフィンの陸上版。普通のマウンテンボードとは違い平地の運動場や砂浜でも遊べる。通常のタイヤの代わりに砂地用の幅広いバルーン状のタイヤに変更して滑走することもできる。